# Glenn McQueen
Glenn John McQueen (ur. 24 grudnia 1960, zm. 29 października 2002) – kanadyjski kierownik animacji cyfrowej i animator postaci pracujący dla wytwórni Pixar i Pacific Data Images.

## Życiorys
McQueen urodził się 24 grudnia 1960 roku w Toronto, w Kanadzie. W 1985 ukończył szkołę Sheridan College. Stamtąd otrzymał stypendium do laboratorium New York Institute of Technology Computer Graphics Lab, gdzie pracował jako szef działu produkcyjnego techniki trójwymiarowej tworzącego efekty filmowe, reklamy telewizyjne i wizualizacje naukowe. W 1991 po raz pierwszy brał udział przy tworzeniu filmu jako reżyser krótkometrażówki The Last Halloween stworzonej przez PDI.
W 1994 przeniósł się do wytwórni Pixar gdzie pracował przy animacji filmów: Toy Story, Dawno temu w trawie, Toy Story 2 i Potwory i spółka. Był również członkiem Amerykańskiej Akademii Sztuki i Wiedzy Filmowej. Był żonaty z Terry McQueen i miał z nią córkę.
Zmarł na czerniaka 29 października 2002 roku w mieście Berkeley, w Kalifornii, w Stanach Zjednoczonych. Jego śmierć zbiegła się z produkcją filmu Gdzie jest Nemo? który został mu dedykowany. Główny bohater w filmie Auta z 2006, Zygzak McQueen został nazwany na jego cześć.

## Filmografia

### Dyrektor
- 1991: The Last Halloween

### Animator
- 1992: Lunatycy
- 1994: Anioły na boisku (animator postaci)
- 1995: Toy Story

### Kierownik animacji
- 1998: Dawno temu w trawie
- 1999: Toy Story 2
- 2001: Potwory i spółka